# Jarrod Alonge
Jarrod Alonge (* 25. März 1993 in Orlando, Florida) ist ein US-amerikanischer Webvideoproduzent und Komiker, welcher hauptsächlich auf der Video-Plattform YouTube aktiv ist.
Er ist bekannt für seine Parodievideos, in welchen er die heutige Musikszene, vor allem aber die des Hardcore-, Pop-Punk und Metalcore, parodiert. Außerdem ist er ein Macher von Misheard-Lyrics-Videos.
Alonge veröffentlichte im Jahr 2015 mit Beating a Dead Horse ein Musikalbum, welches in die US-Comedy-Charts, welche vom Musikmagazin Billboard ermittelt wird, einsteigen konnte. Wenige Monate später wurde das Album mit Bonusmaterial neu aufgelegt. Außerdem wurde er im Jahr 2014 für einen Kerrang! Award als „Bester Comedian“ nominiert und ausgezeichnet. Am 1. April 2016 erschien mit Friendville das zweite Album Alonges. Dies ist die erste Veröffentlichung seiner fiktionalen Pop-Punk-Band Sunrise Skater Kids.

## Leben
Jarrod Alonge wurde am 25. März 1993 in Orlando, Florida geboren. Er zog später nach Tennessee. wo er zunächst die Highschool und später das College besuchte.

## Karriere

### Videos
Alonge startete seinen Youtube-Kanal Anfang des Jahres 2009. Zunächst drehten sich seine Videos um dümmliche Sketche über geisterhafte Mitbewohner und kritisierte schlechte Hitler-Memes. Auch veröffentlichte er zu Beginn „Guitar Covers“, Videos, in denen Musikstücke mit E-Gitarre gecovert werden. Später veröffentlichte er sein Video Every Pop Punk Vocalist, welches mit eineinhalb Millionen Views das meistgesehene Video Alonges ist. Zudem veröffentlichte er mit Every Hardcore Vocalist und Every Metalcore Vocalist, zwei Videos, welche eine ähnliche Schiene fahren und inzwischen zwei weitere Folgen erhalten haben.
Er veröffentlichte mehrere Misheard-Lyrics-Videos (zu Deutsch etwa: „falsch verstandene Liedtexte“), in welchen er Zeilen aus Stücken verschiedenster Künstler, vornehmlich aus dem Punk und Metal, mit missverstandenen Texten veröffentlicht. Zudem brachte er eine ähnliche Rubrik namens How To Pronounce Band Names heraus. Alonge arbeitete bereits mit mehreren bekannten Musikern der Rockmusikszene, wie etwas Kellin Quinn von Sleeping with Sirens oder der Band Issues zusammen. Außerdem hatte er die Möglichkeit mit weiteren Künstlern, wie The Devil Wears Prada, Letlive, Chiodos, Beartooth und Man Overboard zu arbeiten, was teilweise aber scheiterte.
Im Jahr 2015 war Alonge als Mitglied des Plattenlabels Fearless Records auf der kompletten Warped Tour anzutreffen. Außerdem kündigte er Kollaborationen mit Künstlern wie Blessthefall, Pierce the Veil und August Burns Red an.
Seine Einflüsse als Komiker sind unter anderem Louis C.K., Jerry Seinfeld, Larry David, Demetri Martin und Conan O’Brien.

### Musik
Jarrod Alonge veröffentlichte als erstes Lied, das Stück Pop Punk Pizza Party, in welchem Patty Walters, Sänger der britischen Pop-Punk-Band As It Is als Gastmusiker fungierte. Pop Punk Pizza Party ist zudem die erste Veröffentlichung seiner fiktiven Band Sunrise Skater Kids.
Im Jahr 2014 startete Alonge eine Crowdfunding-Kampagne zur Finanzierung seines Debütalbums, welches nach Beendigung zu 150 Prozent finanziert werden konnte. Dieses Album trägt den Namen Beating a Dead Horse und wurde zunächst am 26. Mai 2015 auf digitaler Ebene veröffentlicht. Alonge parodierte auf diesem Album mehrere Künstler, darunter Of Mice & Men, Attila, Bring Me the Horizon, Attack! Attack!, We Came as Romans und Chunk! No, Captain Chunk!. Das Album stieg auf Platz 1 der US-amerikanischen Comedy-Charts und Platz 18 der Heatseekers-Charts von Billboard ein. Das Album wurde im Dezember gleichen Jahres als Deluxe-Edition mit Zusatzmaterial neu aufgelegt, dieses Mal auch als Tonträger. Als Gastmusiker wirkten Mattie Montgomery von For Today, Johnny Franck (ehemals Attack! Attack!), YouTuber Jared Dines, Mike Semesky und Dave Days am Album mit.
Mit dem Lied 12 Days of Pop-Punk Christmas war Alonge Teil der Kompilationsreihe Punk Goes Christmas, welches am 27. November 2015 über Fearless Records veröffentlicht wurde.
Anfang 2016 kündigte Jarrod Alonge eine weitere Kampagne, dieses Mal auf Indiegogo an, um ein komplettes Album seiner Parodie-Band Sunrise Skater Kids realisieren zu können. Bereits nach vier Tagen war das Minimalziel erreicht. Am Ende der Kampagne konnten knapp 29.000 USD angesammelt werden. Auch auf diesem Album wird Alonge von diversen Musikern, darunter JB Brubaker von August Burns Red, Dave Stephens von We Came as Romans und Patty Walters von As It Is unterstützt. Das Album, das den Namen Friendville trägt, erschien am 1. April 2016. Wie das Vorgänger-Album konnte sich auch Friendville auf Platz 1 der US-Comedy-Charts positionieren.
Gemeinsam mit Lauren Babic gründete Alonge Ende des Jahres 2016 die Post-Hardcore-Band CrazyEightyEight, mit der er mehrere Cover-EPs veröffentlichte. Seit dem 26. Januar 2018 ist Patty Walters, Sänger von As It Is und ehemaliger YouTuber, als Bassist in der Gruppe aktiv. Es wurde eine Crowdfunding-Kampagne auf Kickstarter.com gestartet um die Produktionskosten des Debütalbums finanzieren zu können. Am 14. Dezember 2018 wurde das Album unter dem Titel Burning Alive veröffentlicht.

## Diskografie

### Solo

#### Alben
- 2015: Beating a Dead Horse (Album von Alonges Parodiegruppen Sunrise Skater Kids, $wagCh0de, Chewed Up, Rectangles, Canadian Softball, Vermicide Violence und Amidst the Grave’s Demons)
- 2016: Friendville (Album der Parodieband Sunrise Skater Kids)
- 2017: Awkward & Depressed (Album der Parodieband Canadian Softball)

#### EPs
- 2016: Space Zombies (EP der Parodieband Amidst the Graves's Demons)

#### Sampler-Beiträge
- 2015: Punk Goes Christmas (Fearless Records, mit dem Lied 12 Days of Pop-Punk Christmas vertreten)

### Mit CrazyEightyEight
- 2017: Covers, Vol. 1 (EP, Eigenproduktion, Coversongs von The 1975, The Killers, My Chemical Romance und Halsey)
- 2017: Covers, Vol. 2 (EP, Eigenproduktion, Coversongs von 30 Seconds to Mars, Slipknot, Paramore und Lorde)
- 2017: No Words Spoken (EP, Eigenproduktion)
- 2018: Burning Alive (Album, Eigenproduktion)

## Auszeichnungen
- Kerrang! Awards
  - 2014: Bester Comedian (gewonnen)[2]